# Brequette Cassie
Brequette Shane Cassie, nota semplicemente come Brequette (Città del Capo, 18 dicembre 1984), è una cantante sudafricana naturalizzata spagnola.

## Biografia
Nel 2012 raggiunge le semifinali del talent show The Voice (Spagna) e successivamente partecipa alle selezioni per l'Eurovision Song Contest 2014 con il brano More (Run). Nel giugno del 2014 presenta il singolo Puzzle Together.
Nel 2017 viene candidata per rappresentare la Spagna agli Eurovision.
Nel 2018 pubblica il suo nuovo singolo «Up To You». Nel 2021 è la vincitrice della trasmissione Top Star ¿Cuánto vale tu voz?, in onda su Telecinco.

## Discografia

### Singoli
- More (Run) (2014)
- Puzzle Together (2014)
- On My Own (2015)
- No Enemy (2018)
- Up To You (2018)